# Mafia brutal
Mafia brutal (Vital Parts) es una película de EUA, dirigida por Craig Corman  en 1999, y protagonizada por Richard Grieco y Athena Massey.

## Sinopsis
Un teniente de la marina estadounidense, está involucrado por un amigo en un turbio negocio de venta de drogas y se ve obligado a permanecer cinco años en la cárcel en Hong Kong. Al regresar a su país descubre que su amigo está dispuesto a asesinarle.